# Valdir Colatto
Valdir Colatto (Lagoa Vermelha, 15 de outubro de 1949) é um político brasileiro.
Foi deputado federal por Santa Catarina na 53ª legislatura (2007 — 2011). Nas eleições de 2014, em 5 de outubro, foi eleito para a deputado federal por Santa Catarina para a 55ª legislatura (2015 — 2019). Assumiu o cargo em 1 de fevereiro de 2015.

## Atuação parlamentar
Como deputado federal, favor do Processo de impeachment de Dilma Rousseff. Já durante o Governo Michel Temer, votou a favor da PEC do Teto dos Gastos Públicos. Em abril de 2017 foi favorável à Reforma Trabalhista. Em agosto de 2017 votou contra o processo em que se pedia abertura de investigação do presidente Michel Temer, ajudando a arquivar a denúncia do Ministério Público Federal.Em 2017, foi relator de um projeto de lei que visa liberar a caça de animais selvagens no Brasil.